# متیو ۱۵۹۲
سیارک ۱۵۹۲ (به انگلیسی: 1592 Mathieu، نامگذاری:1951LA) هزار و پانصد و نود و دومین سیارک کشف شده‌است که در ۱ ژوئن ۱۹۵۱ کشف شد.
قدر مطلق سیارک برابر ۱۱٫۶۰ است.